# 孙据
孙据（？—259年1月），三國東吳的皇族。孫堅弟弟孫靜的曾孫，孫暠的孫子，孫綽的兒子，孙綝的弟弟，孙恩、孫幹、孫闓的兄弟。
太平二年（257年），吴主孙亮亲政，孙綝恐惧，命诸弟威远将军孙据入苍龙宿卫，武卫将军孙恩、偏将军孙幹、长水校尉孙闿分屯诸营。后孙亮谋诛孙綝，事泄，反被孙綝所废，另立孙亮兄琅琊王孙休。孙休为安抚孙綝兄弟，拜孙据为右将军，封县侯。孙綝兄弟五人全都封侯掌禁军，权力超过皇帝，在东吴是前所未有的。
永安元年十二月，孙休诛孙綝三族，孙据也一同被杀。

## 影视形象
1995年电视剧《三国演义》中，许家瑞饰孙据。